# Liste des maires de Digne-les-Bains
La liste des maires de Digne-les-Bains présente la liste des maires de la commune française de Digne-les-Bains, préfecture du département des Alpes-de-Haute-Provence en région Provence-Alpes-Côte d’Azur.

## La mairie

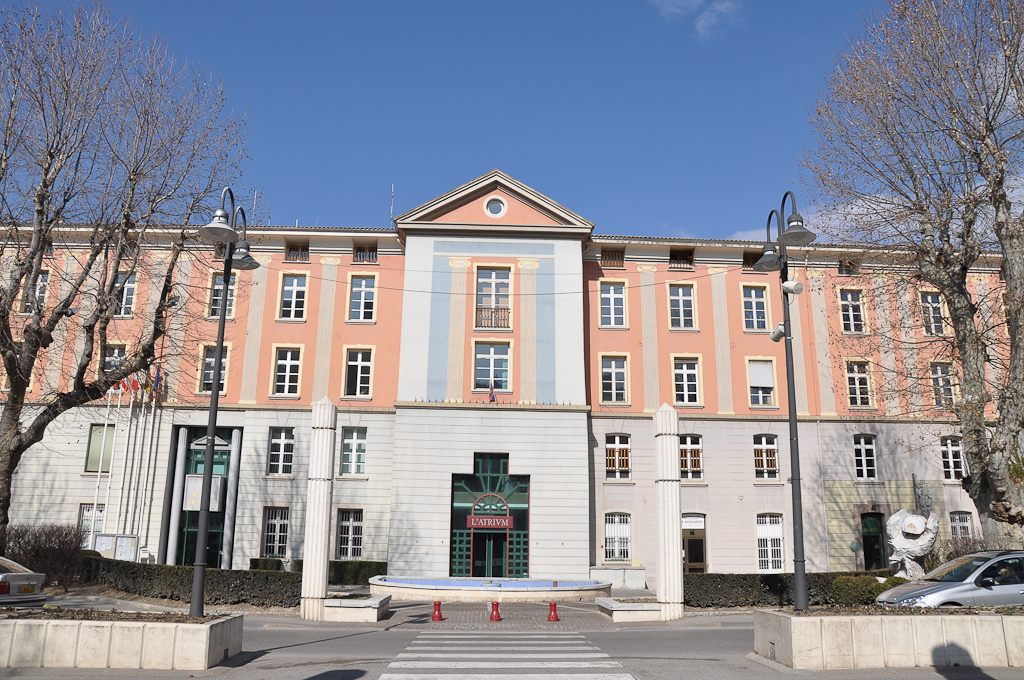
L'hôtel de ville de Digne-les-Bains.

## Liste des maires

### Entre 1789 et 1944
| Période        | Période        | Identité                              | Étiquette                | Qualité |
| -------------- | -------------- | ------------------------------------- | ------------------------ | --- |
| 1789           | 1790           | Jean-Baptiste François Ricavy         |                          | Docteur en médecine Député aux États de Provence |
| 1790           | juillet 1790   | Joseph Faudon                         |                          | Avocat, seigneur en partie du Castellard Démissionnaire                                                                                                 |
| 1790           | 1791           | Jean-Baptiste François Ricavy         |                          | Docteur en médecine |
| avril 1791     | juillet 1792   | Joseph Paul Simon                     |                          | |
| juillet 1792   | mars 1793      | Melchior Dieudé                       |                          | |
| avril 1794     | décembre 1795  | François Colomb-Duvillard             |                          | |
| janvier 1796   | octobre 1798   | Pierre Louis Francoul                 |                          | |
| novembre 1798  | février 1800   | Toussaint Itard                       |                          | |
| avril 1800     | septembre 1802 | Jean-Joseph Allibert                  |                          | |
| septembre 1802 | août 1805      | Paul Louis Francoul                   |                          | |
| août 1805      | juillet 1806   | Jean-François Grassy                  |                          | |
| juillet 1806   | juin 1810      | Joseph Gaspard Sauve                  |                          | |
| juin 1810      | juillet 1815   | François Gassendy-Tartonne            |                          | |
| juillet 1815   | juin 1816      | Jean-Pierre Itard                     |                          | |
| juin 1816      | décembre 1818  | Léon Amaudric du Chaffaut (1745-1830) |                          | Officier d'artillerie |
| décembre 1818  | juin 1821      | Jean-François Grassy                  |                          | |
| juin 1821      | novembre 1821  | Étienne Hesmiol de Berre              |                          | |
| novembre 1821  | mars 1825      | François de Jassaud-Thorame           |                          | |
| mars 1825      | octobre 1829   | Jules du Chaffaut                     |                          | |
| octobre 1829   | mars 1831      | Joseph Jean-Baptiste Gras             |                          | |
| mars 1831      | mai 1831       | Fantin Itard                          |                          | |
| mai 1831       | décembre 1834  | Antoine Fortoul                       |                          | |
| décembre 1834  | juillet 1837   | Hugues Hugues                         |                          | |
| juillet 1837   | mai 1844       | Pierre Paul Allibert                  |                          | |
| mai 1844       | août 1848      | Julien Francoul                       |                          | |
| août 1848      | septembre 1849 | Jean-Baptiste Joseph Itard            |                          | Notaire, ancien adjoint Conseiller général de Digne (1848 → 1852)                                                                                       |
| septembre 1849 | mars 1852      | Alexandre Julien Fruchier (1819-1894) |                          | Docteur en médecine |
| mars 1852      | août 1857      | Alexandre Allibert                    |                          | Procureur du Roi à Digne, propriétaire et négociant Conseiller général de Saint-André-les-Alpes (1848 → 1861)                                           |
| août 1857      | mars 1860      | Achille de Vallavieille (1824-1881)   |                          | Ancien préfet Conseiller général d'Annot (1856 → 1864)                                                                                                  |
| mars 1860      | septembre 1870 | Auguste Hugues                        |                          | |
| septembre 1870 | mai 1874       | Paul Roustan                          |                          | |
| décembre 1874  | octobre 1879   | Pierre Louis Builly                   |                          | Percepteur |
| janvier 1880   | février 1881   | Jules Blanc                           |                          | |
| février 1881   | avril 1897     | Lazare Marius Soustre                 | GR                       | Propriétaire Député des Basses-Alpes (1881 → 1885) Sénateur des Basses-Alpes (1885 → 1897) Conseiller général de Digne (1871 → 1897) Décédé en fonction |
| mai 1897       | décembre 1919  | François Charles Romieu               | Républicain nationaliste | Médecin Conseiller général de Digne (1897 → 1919) |
| décembre 1919  | janvier 1921   | Joseph Reinach                        | GD                       | Journaliste Député des Basses-Alpes (1889 → 1898 et 1906 → 1914) Conseiller général de Moustiers-Sainte-Marie (1895 → 1901)                             |
| mars 1921      | mai 1921       | Eugène Vial (1884-1938)               |                          | Imprimeur et photographe |
| mai 1921       | mai 1929       | Charles Fruchier                      | Rad.                     | Avoué près le tribunal civil Ancien député des Basses-Alpes (1902 → 1906) Conseiller général de Digne (1919 → 1936)                                     |
| mai 1929       | mai 1935       | Charles Bouquier                      | Rad.                     | Avocat, avoué prés le tribunal civil Conseiller général d'Entrevaux (1919 → 1937)                                                                       |
| mai 1935       | juillet 1936   | Charles Fruchier                      | Rad.                     | Avoué près le tribunal civil Ancien député des Basses-Alpes (1902 → 1906) Conseiller général de Digne (1919 → 1936) Décédé en fonction                  |
| août 1936      | janvier 1941   | Julien Romieu                         | Rad.                     | Médecin Conseiller général de Digne (1936 → 1940) |
| janvier 1941   | août 1944      | Henri Evrard                          |                          | |

### Depuis 1944
Depuis l'après-guerre, huit maires se sont succédé à la tête de la commune.
| Période          | Période          | Identité                 | Étiquette     | Qualité |
| ---------------- | ---------------- | ------------------------ | ------------- | --- |
| août 1944        | janvier 1946     | Joseph Fontaine          |               | Résistant Président du comité départemental de libération Président de la délégation spéciale Il se présente et est élu sous l'étiquette de Résistant en mai 1945 |
| janvier 1946     | novembre 1947    | Paul Jouve               | SFIO          | Chirurgien Sénateur des Basses-Alpes (1946 → 1948) Conseiller général des Mées (1951 → 1959) |
| novembre 1947    | mars 1971        | Julien Romieu            | Rad. puis MRG | Médecin Conseiller général de Digne (1945 → 1973) Conseiller général de Digne-les-Bains-Ouest (1973 → 1976) Suppléant du député Marcel Massot (1962 → 1967) |
| mars 1971        | mars 1977        | René Villeneuve          | PS            | |
| mars 1977        | 21 juin 1995     | Pierre Rinaldi           | RPR           | Fonctionnaire Député des Alpes-de-Haute-Provence (1re circ.) (1993) Conseiller général de Digne-les-Bains-Est (1973 → 1998) Président du conseil général (1992 → 1998) |
| 21 juin 1995     | 18 mars 2001     | Jean-Louis Bianco        | PS            | Haut fonctionnaire, ministre Adjoint au maire (2001 → 2002) Député des Alpes-de-Haute-Provence (1re circ.) (1997 → 2012) Conseiller régional de Provence-Alpes-Côte d'Azur (1992 → 1997 et 1998) Conseiller général de Digne-les-Bains-Ouest (1994 → 2012) Président du conseil général (1998 → 2012) |
| 18 mars 2001     | 5 avril 2014     | Serge Gloaguen           | PS puis DVG   | Conseiller régional de Provence-Alpes-Côte d'Azur (2004 → 2010) Président de la CC Asse Bléone Verdon (2013 → 2014) |
| 5 avril 2014     | 22 octobre 2021  | Patricia Granet-Brunello | SE puis DVG   | Médecin hospitalier Conseillère départementale de Digne-les-Bains-2 (2015 → 2021) Présidente de la CC Asse Bléone Verdon (2014 → 2016) Présidente de Provence-Alpes Agglomération,(2017 →) |
| 22 octobre 2021  | 17 décembre 2021 | Délégation spéciale      |               | Présidée par Hervé Belmont |
| 17 décembre 2021 | En cours         | Patricia Granet-Brunello | DVG           | Médecin hospitalier Conseillère départementale de Digne-les-Bains-2 (2015 → 2021) Présidente de Provence-Alpes Agglomération,(2017 →) |

## Conseil municipal actuel
Les 33 sièges composant le conseil municipal ont été pourvus le 12 décembre 2021 lors du second tour de l'élection partielle organisée après l'annulation du scrutin de 2020  par le tribunal administratif de Marseille. Actuellement, il est réparti comme suit : 

## Résultats des élections municipales

### Élection municipale partielle de 2021
| Tête de liste                  | Tête de liste              | Liste          | Premier tour | Premier tour | Second tour | Second tour | Sièges | Sièges |
| Tête de liste                  | Tête de liste              | Liste          | Voix         | %            | Voix        | %           | CM     | CC     |
| ------------------------------ | -------------------------- | -------------- | ------------ | ------------ | ----------- | ----------- | ------ | ------ |
|                                | Patricia Granet-Brunello * | DVG            | 2 424        | 43,46        | 2 817       | 48,14       | 25     | 16     |
| Ambitions pour Digne-les-Bains |                            |                | 2 424        | 43,46        | 2 817       | 48,14       | 25     | 16     |
|                                | Gilles Chalvet             | DVD            | 2 270        | 40,70        | 2 464       | 42,11       | 7      | 4      |
| Terre dignoise devoir d'agir   |                            |                | 2 270        | 40,70        | 2 464       | 42,11       | 7      | 4      |
|                                | Geneviève Primiterra       | DVG            | 884          | 15,85        | 571         | 9,76        | 1      | 1      |
| Unis pour Digne                |                            |                | 884          | 15,85        | 571         | 9,76        | 1      | 1      |
|                                |                            |                |              |              |             |             |        |        |
| Inscrits                       | Inscrits                   | Inscrits       | 10 807       | 100,00       | 10 812      | 100,00      |        |        |
| Abstentions                    | Abstentions                | Abstentions    | 5 077        | 46,98        | 4 849       | 44,85       |        |        |
| Votants                        | Votants                    | Votants        | 5 730        | 53,02        | 5 963       | 55,15       |        |        |
| Blancs ou nuls                 | Blancs ou nuls             | Blancs ou nuls | 152          | 2,65         | 111         | 1,86        |        |        |
| Exprimés                       | Exprimés                   | Exprimés       | 5 578        | 97,35        | 5 852       | 98,14       |        |        |
| * Liste de la maire sortante   |                            |                |              |              |             |             |        |        |

### Élection municipale de 2020
| Tête de liste                  | Tête de liste              | Liste                    | Premier tour | Premier tour | Second tour | Second tour | Sièges | Sièges |
| Tête de liste                  | Tête de liste              | Liste                    | Voix         | %            | Voix        | %           | CM     | CC     |
| ------------------------------ | -------------------------- | ------------------------ | ------------ | ------------ | ----------- | ----------- | ------ | ------ |
|                                | Patricia Granet-Brunello * | DVG                      | 1 431        | 27,27        | 1 699       | 32,49       | 23     | 15     |
| Ambitions pour Digne-les-Bains |                            |                          | 1 431        | 27,27        | 1 699       | 32,49       | 23     | 15     |
|                                | Gilles Chalvet             | DVD                      | 1 149        | 21,89        | 1 696       | 32,43       | 5      | 3      |
| Terre Dignoise - Devoir d'agir |                            |                          | 1 149        | 21,89        | 1 696       | 32,43       | 5      | 3      |
|                                | Richard Valla              | LR                       | 1 105        | 21,05        | 783         | 14,97       | 2      | 1      |
| Ensemble pour Digne-les-Bains  |                            |                          | 1 105        | 21,05        | 783         | 14,97       | 2      | 1      |
|                                | France Gally               | EÉLV-PCF-LFI-PS          | 836          | 15,93        | 624         | 11,93       | 2      | 1      |
| Digne d'avenir                 |                            |                          | 836          | 15,93        | 624         | 11,93       | 2      | 1      |
|                                | Marie-Anne Baudoui         | DLF-RN                   | 726          | 13,83        | 427         | 8,16        | 1      | 1      |
| Les Dignois d'abord            |                            |                          | 726          | 13,83        | 427         | 8,16        | 1      | 1      |
|                                |                            |                          |              |              |             |             |        |        |
| Votes valides                  | Votes valides              | Votes valides            | 5 247        | 96,10        | 5 229       | 97,50       |        |        |
| Votes blancs                   | Votes blancs               | Votes blancs             | 44           | 0,81         | 37          | 0,69        |        |        |
| Votes nuls                     | Votes nuls                 | Votes nuls               | 169          | 3,10         | 97          | 1,81        |        |        |
| Total                          | Total                      | Total                    | 5 460        | 100,00       | 5 363       | 100,00      | 33     | 21     |
| Abstention                     | Abstention                 | Abstention               | 5 341        | 49,45        | 5 459       | 50,44       |        |        |
| Inscrits / participation       | Inscrits / participation   | Inscrits / participation | 10 801       | 50,55        | 10 822      | 49,56       |        |        |
| * Liste de la maire sortante   |                            |                          |              |              |             |             |        |        |

### Élection municipale de 2014
| Tête de liste                 | Tête de liste             | Liste          | Premier tour | Premier tour | Second tour | Second tour | Sièges  | Sièges  |
| Tête de liste                 | Tête de liste             | Liste          | Voix         | %            | Voix        | %           | CM      | CC      |
| ----------------------------- | ------------------------- | -------------- | ------------ | ------------ | ----------- | ----------- | ------- | ------- |
|                               | Marie-Anne Baudoui-Maurel | FN             | 2 129        | 27,68        | 2 685       | 33,39       | 5       | 3       |
| Les Dignois d'abord           |                           |                | 2 129        | 27,68        | 2 685       | 33,39       | 5       | 3       |
|                               | Patricia Granet           | DVG-PS         | 2 005        | 26,07        | 3 777       | 46,98       | 25      | 12      |
| Osons Digne-les-Bains         |                           |                | 2 005        | 26,07        | 3 777       | 46,98       | 25      | 12      |
|                               | Franck Di Benedetto       | DVG            | 1 565        | 20,35        | Retrait     | Retrait     | Retrait | Retrait |
| Digne de demain               |                           |                | 1 565        | 20,35        | Retrait     | Retrait     | Retrait | Retrait |
|                               | Christian Barbero         | UMP            | 1 272        | 16,54        | 1 577       | 19,61       | 3       | 1       |
| Alternative Digne-les-Bains   |                           |                | 1 272        | 16,54        | 1 577       | 19,61       | 3       | 1       |
|                               | Gérard Segond             | DVD            | 718          | 9,33         |             |             |         |         |
| Digne-les-Bains exclusivement |                           |                | 718          | 9,33         |             |             |         |         |
|                               |                           |                |              |              |             |             |         |         |
| Inscrits                      | Inscrits                  | Inscrits       | 11 660       | 100,00       | 11 666      | 100,00      |         |         |
| Abstentions                   | Abstentions               | Abstentions    | 3 689        | 31,64        | 3 338       | 28,61       |         |         |
| Votants                       | Votants                   | Votants        | 7 971        | 68,36        | 8 328       | 71,39       |         |         |
| Blancs et nuls                | Blancs et nuls            | Blancs et nuls | 282          | 3,54         | 289         | 3,47        |         |         |
| Exprimés                      | Exprimés                  | Exprimés       | 7 689        | 96,46        | 8 039       | 96,53       |         |         |